# Viscosuisse
Die Viscosuisse SA mit Hauptsitz in Emmenbrücke war das grösste Textilunternehmen der Schweiz und gehörte zu den Pionieren der europäischen Chemiefaserindustrie. Den Höhepunkt erreichte das Unternehmen im Jahr 1973 mit 5'500 Mitarbeitenden und einer Jahresproduktion von 54'400 Tonnen Garn. Zu den wichtigsten Produkten gehörten die synthetischen Garne Nylsuisse und Tersuisse. Ab den 1970er-Jahren erfolgte die schrittweise Verkleinerung, 2007 hörte das Unternehmen auf zu existieren.

## Geschichte
Das Unternehmen wurde 1906 unter dem Namen Société Suisse de la Viscose SA gegründet. Es war eine Tochterfirma der französischen Unternehmergruppe Ernest Carnot und hatte seinen Standort in Emmenbrücke. Eduard von Goumoëns wurde zum ersten Direktor ernannt. Das Unternehmen, das mit rund 60 Angestellten begann, zählte 1914 bereits 800 Mitarbeitende. 1922 wurde das Unternehmen in eine Aktiengesellschaft nach schweizerischem Recht überführt und hiess dann bis 1975 Société de la Viscose Suisse SA. 1976 erfolgte eine weitere Namensänderung in Viscosuisse SA.
Die ersten 50 Jahre der Viscosuisse standen im Zeichen der Kunstseiden- und Zellwolle-Herstellung. Die Firma entwickelte sich schnell, 1924 konnte in Widnau bereits ein weiterer Produktionsstandort eröffnet werden. Die Zwischenkriegsjahre brachten zwischen 1931 und 1935 eine Absatzkrise und die temporäre Stilllegung der Produktion. In den folgenden Jahren ging es dann aber stetig aufwärts. Im Jahre 1947 konnte die Übernahme der Steckborn Kunstseide AG am Bodensee abgeschlossen werden. 1950 führte Eduard von Goumoëns in der Schweiz die Herstellung von Nylon 66 unter dem Markennamen Nylsuisse ein.
Der wirtschaftliche Aufschwung der Nachkriegsjahre brachte in rascher Folge industrielle Innovationen. Ab 1948 stellte sie Viscosegarne für Autoreifen her. Als Teil des französischen Konzerns Rhône-Poulenc produzierte sie ab 1951 als erstes Schweizer Unternehmen Nylon und hatte in der Folge eine nationale Monopolstellung inne.
Die bisherigen Angebote wie Viscose-Kunstseide und Viscosuisse-Zellwolle wurden sukzessive durch synthetische Nylon- und Polyestergarne für textile und technische Zwecke ergänzt. Nylsuisse und Tersuisse wurden zu international bekannten Markennamen der synthetischen Textilherstellung. Zusatzprozesse wie Zwirnen, Dämpfen, Zetteln, Schlichten, aber auch Färben und Texturieren gaben dem Garn die gewünschten spezifischen Eigenschaften. Diese Filamentgarne wurden für Bekleidungstextilien, Heimtextilien und im technischen Bereich verwendet. Zudem wurden sie als Kurzfasern (Flock) für samtige Oberflächenstrukturen verarbeitet.
Zu Beginn der 70er-Jahre war die Viscosuisse mit 5500 Mitarbeitenden der mit Abstand grösste Arbeitgeber der Region. Mit der Ölkrise 1973 erlebte die Viscosuisse einen ersten Einbruch. Kurz darauf folgten neue Technologien, die es anderen Ländern ermöglichten, Textilfasern günstiger zu produzieren. In den 1980er-Jahren folgten Reorganisationen, Redimensionierungen und Personalabbau. Diese Massnahmen konnten den Abwärtstrend nicht stoppen.
In den folgenden Jahren kam es zu einem stetigen Personalabbau (Personalentwicklung: 1906: 60 Angestellte, 1914: 800, 1924: 2400, 1973: 5500, 1980: 2003, 2006: 360). Abteilungen und Fabriken wurden verkauft oder geschlossen. 1980 wurde die Viscoseproduktion aufgegeben. Es folgten verschiedene Namensänderungen.
Im Jahr 2007 übernahm die Investorengesellschaft Butler Capital Partners das Unternehmen unter dem Namen Nexis Fibers AG. 2007 erlosch das ursprüngliche Unternehmen. Im Oktober 2008 stand auch Nexis Fibers vor dem Konkurs.
Bereits ab 1998 wurden aus Teilen der Firma mit Swicofil AG, Swissflock AG und im Jahr 2000 mit Tersuisse Multifils SA, neue Firmen auf dem Industriegelände gegründet. Nach dem Konkurs der Nexis Fibers AG kaufte die Sefar Holding Anlagen, Gebäude und Grundstücke und gründete 2009 mit Monosuisse AG ein neues Unternehmen für die Produktion von monofilen Industriegarnen. 
Die Hochschule Luzern siedelte sich 2016 mit ihrem Departement Design & Kunst im «Bau 745» an.
Die Viscosuisse förderte die Identifikation der Mitarbeitenden mit dem Unternehmen durch Vereine, Sozialinstitutionen und Wohnbauprojekte.

## Produkte
- Viskose: Rayon
- Crinol (Kunstrosshaar auf Viskosebasis)
- Polyesterfilamentgarne: Tersuisse, (Filamentgarn= Endlosgarn)
- Polyamidfilamentgarne: Nylsuisse

## Namensänderungen und spätere Firmen
Die Viscosuisse hat in ihrer rund hundertjährigen Geschichte mehrmals den Namen gewechselt. Die Namensänderungen im Überblick:
- 1906–1923 Société Suisse de la Viscose SA
- 1923–1975 Société de la Viscose Suisse SA
- 1976–1990 Viscosuisse SA
- 1990–1997 Rhône-Poulenc Viscosuisse SA
- 1998–2006 erneut Viscosuisse SA (Holding, Liegenschaften)
- 1995–2000 Rhône-Poulenc Filtec AG/Rhodia Filtec AG (Produktion)
- 2000–2006 Rhodia Industrial Yarns AA
- 2007 Verkauf der Aktien an Butler Capital Partners BCP und Löschung der Viscosuisse SA und Rhodia Industrial Yarns AG im Handelsregister.

## Viscosuisse Stiftungen
Der ursprüngliche Firmenname Viscosuisse lebt heute als Dachmarke über den sozialen Institutionen auf dem Platz Emmenbrücke weiter. Die Stiftung Viscosuisse ist 1919 von der 1906 gegründeten Sociéte de la Viscose errichtet worden. Sie unterstützt heute die aktiven und pensionierten Mitarbeitenden der vier Firmen (Monosuisse AG, Serge Ferrari Tersuisse AG, Swissflock AG und Viscosistadt AG) in Notlagen. Ebenso gewährt die Stiftung Viscosuisse den Destinatären Darlehen und Hypotheken zu Vorzugszinsen für den Erwerb von Wohneigentum und berufliche Ausbildung.
Die Viscosuisse Pensionskassen sind eine Einrichtung der beruflichen Vorsorge (2. Säule) und versichern gegen die finanziellen Folgen von Alter, Invalidität und Tod.